# Championnat National 2
Il Championnat National 2 (spesso abbreviato in National 2 o N2)  è una competizione calcistica francese che costituisce la quarta divisione del campionato di calcio francese, costituita da 3 gironi da 16 squadre l'uno.
Fino al 2017 era noto come Championnat de France amateur (spesso abbreviato in CFA). Segue la Ligue 1, la Ligue 2 e lo Championnat National (Ligue 3 in futuro), mentre precede lo Championnat National 3, i campionati regionali e quelli dipartimentali.

## Storia
Il CFA fu creato nella stagione 1993-1994 con il nome di « National 2 » in seguito alla riforma dei campionati. Per i suoi principi (mélange de clubs amateurs et de réserves professionnelles) è l'erede del Championnat de Division 3 (1970-1993), e del Championnat de France amateur (1935-1970). Si compone di 4 gruppi di 16 squadre, in diminuzione, e saranno 3 gruppi dal 2024.
Dal 1994 al 1997, un torneo finale sanciva il vincitore del CFA. Dal 1998, i club non professionistici e le riserve dei club professionistici disputavano due tornei finali distinti che sancivano i campioni delle due categorie. Dal 2001, il torneo finale dei club non professionistici non ha luogo e il campione è designato tra la migliore delle quattro formazioni non professionistiche promosse al livello superiore sulla base dei punti conquistati contro le prime 5 classificate del loro gruppo. Dal 2012 è stato abolito anche il torneo finale delle squadre riserva e in questo caso il torneo non è più assegnato. Dalla stagione 2024-25 i gironi passano da 4 a 3.

## Squadre 2024-2025

### Gruppo A
- Angoulême
- Aviron Bayonnais
- Avranches
- Bordeaux
- Chauary
- Dinan Léhon
- Granville
- La Roche
- Les Herbiers
- Lorient Reserves
- Montlouis
- Olympique Saumur
- Poitiers
- Saint-Colomban Locminé
- Saint-Malo
- Voltigeurs

### Gruppo B
- Beauvais
- Biesheim
- Blois
- Borgo
- Bourges Foot 18
- Chambly
- Chantilly
- Colmar
- Dieppe
- Épinal
- Feignies-Aulnoye
- Furiani-Agliani
- Haguenau
- St-Pryvé St-Hilarie
- Thionville Lusitanos
- Wasquehal

### Gruppo C
- Andrézieux
- Cannes
- Créteil-Lusitanos
- 93 BBG
- Fréjus St-Raphaël
- GOAL
- Grasse
- Hyères
- Istres
- Limonest
- Lusitanos Saint-Maur
- Nîmes
- Rousset
- Rumilly-Vallières
- Saint-Priest
- Tolone

## Albo d'oro
Vista la formula con cui si svolge il campionato, il titolo di campione dello Championnat National 2 non viene assegnato ad ogni vincitore dei rispettivi gruppi, ma a colui che tra i primi di ogni girone ha ottenuto la migliore classifica stabilita secondo i seguenti criteri stabiliti dalla FFF:
- numero di punti ottenuti nelle partite di andata e ritorno che hanno visto la prima di ogni girone confrontarsi con le altre cinque squadre meglio classificate.

- differenza tra reti segnate e reti subite nel corso di tali partite.

- maggior numero di gol segnati durante tali partite.

- penalità minore di cartellino blu;
- in caso di parità nei precedenti criteri, assegnazione ex aequo del titolo.

In grassetto sono indicate le squadre campioni del National 2 per quella stagione.

### National 2 (1993-1997)
| Stagione  | Gruppo A             | Gruppo B      | Gruppo C          | Gruppo D  |
| --------- | -------------------- | ------------- | ----------------- | --------- |
| 1993-1994 | Haguenau             | Monaco 2      | Stade Poitevin    | Auxerre 2 |
| 1994-1995 | Wasquehal            | Cannes 2      | Auxerre 2         | Caen 2    |
| 1995-1996 | Lusitanos Saint-Maur | Stade Montois | Auxerre 2         | Bourges   |
| 1996-1997 | Metz 2               | Ajaccio       | Olympique Lione 2 | Auxerre 2 |

### Championnat de France amateur (CFA) (1997-2017)
| Stagione   | Gruppo A              | Gruppo B              | Gruppo C           | Gruppo D             |
| ---------- | --------------------- | --------------------- | ------------------ | -------------------- |
| 1997-1998  | Valenciennes          | Olympique Lione 2     | Pau                | Auxerre 2            |
| 1998-1999  | Auxerre 2             | Grenoble              | Clermont Foot      | Évry                 |
| 1999-2000  | Auxerre 2             | Olympique Lione 2     | La Roche           | Brest                |
| 2000-2001  | Boulogne              | Sète                  | Angoulême          | Lusitanos Saint-Maur |
| 2001-2002  | Lilla 2               | Olympique Marsiglia 2 | Romorantin         | Auxerre 2            |
| 2002-2003  | Paris Saint-Germain 2 | Troyes 2              | Olympique Lione 2  | FC Libourne          |
| 2003-2004  | Auxerre 2             | Olympique Lione 2     | Aviron Bayonnais   | RC Paris             |
| 2004-2005  | Boulogne              | Louhans-Cuiseaux      | Tolone             | Vannes               |
| 2005-2006  | Beauvais              | Martigues             | Yzeure             | Paris FC             |
| 2006-2007  | Calais RUFC           | Arles                 | Rodez              | Villemomble          |
| 2007-2008  | Pacy                  | Croix                 | Cassis Carnoux     | Bordeaux 2           |
| 2008-2009  | Besançon              | Hyères                | Luzenac            | Rouen                |
| 2009-2010  | Colmar                | Gap                   | Niort              | Orléans              |
| 2010-2011  | Quevilly-Rouen        | Besançon              | Gazélec Ajaccio    | Poiré-sur-Vie        |
| 20111-2012 | CA Bastia             | Olympique Lione 2     | Uzès Pont du Gard  | Carquefou            |
| 2012-2013  | Dunkerque             | Strasburgo            | Colomiers          | Luçon                |
| 2013-2014  | Chambly               | Spinalien             | Consolat Marsiglia | Avranches            |
| 2014-2015  | Sedan                 | Belfort               | Béziers            | Lorient 2            |
| 2015-2016  | Quevilly-Rouen        | Lyon-La Duchère       | Pau                | Concarneau           |
| 2016-2017  | Rennes 2              | Entente SSG           | Grenoble           | Rodez                |

### Championnat National 2 (National 2) con struttura a 4 gironi (2017-2024)
| Stagione  | Gruppo A                                                           | Gruppo B                                                           | Gruppo C                                                           | Gruppo D                                                           |
| --------- | ------------------------------------------------------------------ | ------------------------------------------------------------------ | ------------------------------------------------------------------ | ------------------------------------------------------------------ |
| 2017-2018 | Marignane                                                          | Villefranche                                                       | Drancy                                                             | Le Mans                                                            |
| 2018-2019 | Tolone                                                             | Le Puy                                                             | Nantes 2                                                           | Créteil-Lusitanos                                                  |
| 2019-2020 | Competizione sospesa a causa della Pandemia di COVID-19 in Francia | Competizione sospesa a causa della Pandemia di COVID-19 in Francia | Competizione sospesa a causa della Pandemia di COVID-19 in Francia | Competizione sospesa a causa della Pandemia di COVID-19 in Francia |
| 2020-2021 | Competizione sospesa a causa della Pandemia di COVID-19 in Francia | Competizione sospesa a causa della Pandemia di COVID-19 in Francia | Competizione sospesa a causa della Pandemia di COVID-19 in Francia | Competizione sospesa a causa della Pandemia di COVID-19 in Francia |
| 2021-2022 | Versailles                                                         | Paris 13 Atletico                                                  | Martigues                                                          | Le Puy                                                             |
| 2022-2023 | Rouen                                                              | Spinalien                                                          | Marignane GCB                                                      | GOAL                                                               |
| 2023-2024 | Aubagne                                                            | Paris 13 Atletico                                                  | Boulogne                                                           | Bourg-en-Bresse                                                    |

### Championnat National 2 (National 2) con struttura a 3 gironi (2024-)
| Stagione  | Gruppo A | Gruppo B       | Gruppo C  |
| --------- | -------- | -------------- | --------- |
| 2024-2025 | Le Puy   | Stade Briochin | Fleury 91 |